# Henri de Sully (archevêque de Bourges)
Henri de Sully (né à Soliac, dans le Berry, et mort le 11 septembre 1199 à Bourges) est un cardinal français du XIIe siècle.  Il est membre de l'ordre des cisterciens. Il est le petit-fils de Guillaume de Blois, seigneur de Sully, et l'arrière-petit-fils d'Étienne II de Blois. 

## Biographie
Henri de Sully est abbé de Notre-Dame de Saint-Lieu. En 1183, il est élu patriarche et archevêque de Bourges. Le pape Urbain III le crée cardinal en 1186, lors du consistoire du samedi de Pentecôte. Henri de Sully est légat en Aquitaine. Il ne participe à aucune élection de pape. 
En 1199, il se pose comme médiateur entre le comte Guy II d'Auvergne et son frère Robert d'Auvergne, évêque de Clermont, au cours d'un conflit qui mène l'Auvergne dans un état de guerre civile. Les négociations n'aboutissent pas et Guy II est excommunié.

## Famille
Son frère, Odon de Sully, était évêque de Paris.